# Marcin Józefaciuk
Marcin Józefaciuk (ur. 17 października 1982 w Łodzi) – polski nauczyciel, anglista, prezenter telewizyjny, polityk i ultramaratończyk, poseł na Sejm X kadencji.

## Życiorys

### Wykształcenie i działalność zawodowa
Wychowywał się i mieszkał w Łasku. Do Łodzi przeniósł się w trzeciej klasie liceum. Ukończył filologię angielską w Wyższej Szkole Humanistyczno-Ekonomicznej w Łodzi (magisterium uzyskał w 2008). Odbył studia podyplomowe z nauczania informatyki i wychowania fizycznego w Wyższej Szkole Informatyki i Umiejętności w Łodzi oraz studia podyplomowe z zakresu zarządzania oświatą na Akademii Humanistyczno-Ekonomicznej w Łodzi.
Pracował w Publicznym Gimnazjum nr 6 w Łodzi oraz XXX Liceum Ogólnokształcącym w Łodzi, a następnie w Wydziale Edukacji Urzędu Miasta Łodzi. W latach 2017–2022 pełnił funkcję dyrektora Zespołu Szkół Rzemiosła im. Jana Kilińskiego w Łodzi. W 2022 objął stanowisko wicedyrektora tej placówki. W tym samym roku został członkiem Akademii Twórczego Dyrektora Szkoły przy Łódzkim Centrum Doskonalenia Nauczycieli i Kształcenia Praktycznego. Nauczyciel siedmiu przedmiotów: języka angielskiego, języka obcego zawodowego, wychowania fizycznego, fizyki, etyki, informatyki oraz języka polskiego w klasie przygotowawczej dla uczniów z Ukrainy.

### Działalność społeczna i polityczna
Uczestniczył w nieudanej próbie pobicia rekordu Guinessa, przebiegając ponad 680 km w siedem dni, jednocześnie prowadząc zbiórkę na rzecz Wielkiej Orkiestry Świątecznej Pomocy. Brał także udział w próbie pobicia rekordu świata, przebiegając 305 km w 48 godzin (wspierając tą inicjatywą zbiórkę na rzecz dzieci z chorobami nowotworowymi). Uczestniczył w 48-godzinnym ultramaratonie w Pabianicach, festiwalu biegów górskich w Lądku-Zdroju oraz sztafecie na 900 km „Przegoń Raka dla Dzieciaka”. W marcu 2023 został prowadzącym program Nastolatki rządzą… kasą w telewizji TVN, mający uczyć młodzież zarządzania budżetem domowym.
W 2023 wystartował w wyborach do Sejmu jako bezpartyjny kandydat z dziesiątego miejsca listy Koalicji Obywatelskiej w okręgu łódzkim. Uzyskał mandat posła X kadencji, zdobywając 8893 głosy. Przed pierwszym posiedzeniem Sejmu wstąpił do Platformy Obywatelskiej. Zasiadł w Komisji do Spraw Petycji oraz Komisji Edukacji, Nauki i Młodzieży, został również m.in. wiceprzewodniczącym Parlamentarnego Zespołu do spraw Równouprawnienia Społeczności LGBT+ oraz Parlamentarnego Zespołu na rzecz Życia i Rodziny.
W sierpniu 2025 został zawieszony w prawach członka klubu parlamentarnego KO na dwa miesiące. Powodem miało być dopuszczenie do udziału w posiedzeniu Parlamentarnego Zespołu ds. Ochrony Dzieci w Procesie Rozstania Rodziców osoby skazanej za przestępstwa seksualne wobec własnego dziecka oraz krytyka działań rządu w zakresie edukacji.

## Życie prywatne
Jest jawnym gejem. Deklaruje się jako neopoganin i wyznawca wicca.

## Odznaczenia i wyróżnienia
- Medal „Serce Dziecku” (2013)[6]
- Odznaka „Za Zasługi dla Miasta Łodzi” (2023)[17]
- Jubileuszowy medal na 600-lecie Łodzi (2023)[18]